# Патрік Бйоркстранд
Патрік Бйоркстранд (дан. Patrick Bjorkstrand; 1 липня 1992, Гернінг, Данія) — данський хокеїст, лівий/правий нападник. Виступає за «Медвещак» (Загреб) у Континентальній хокейній лізі.
Вихованець хокейної школи «Гернінг Блю-Фокс». Виступав за «Гернінг Блю-Фокс», ХК «Мора», «Медвещак» (Загреб), СайПа (Лаппеенранта).
У складі національної збірної Данії учасник чемпіонатів світу 2013, 2014 і 2015 (21 матч, 2+3). У складі молодіжної збірної Данії учасник чемпіонатів світу 2010 (дивізіон I), 2011 (дивізіон I) і 2012. У складі юніорської збірної Данії учасник чемпіонатів світу 2009 (дивізіон I) і 2010 (дивізіон I).
Батько: Тодд Бйоркстранд, брат: Олівер Бйоркстранд.
Досягнення
- Чемпіон Данії (2011, 2012)
- Володар Кубка Данії (2012)